# جناح القتال السريع 210
شنيكمف كوشفادا 210 (SKG 210) كان جناح للوفتفافه للقاذفة السريعة خلال الحرب العالمية الثانية. تم إنشاء الوحدة في أبريل 1941 وتم استيعابها بواسطة زيروستيرغشويتر 1 في 4 يناير 1942.

## التاريخ العملياتي
يعود أصل SKG 210 إلى ايبوبونز كوماندو 210 (Test Wing 210)، التي تم تشكيلها في مطار Köln-Ostheim تحت قيادة Hptm. والتر روبنسدورفر في يوليو 1940 كوحدة اختبار الخدمة الرسمية ميسرشميت مي 210 الجديدة آنذاك، الخلف لماسرشميت بي إف 110 السابقة. ومع ذلك، كانت هذه هي التأخيرات في تطوير تلك الطائرة التي تم استخدام الوحدة فيها لتطوير الممارسات التكتيكية والاستراتيجية المطلوبة لتشغيل بي أف 110s أثناء الخدمة في أدوار أحدث ومقاتلة ومهاجمات هجومية يتم التكيف معها. في الوقت الذي تم فيه إعادة تسمية الوحدة I. Gruppe  Schnellkampfgeschwader 210 في أبريل 1941، كانت الوحدة متمركزة في أبفيل، قصفت شحن الحلفاء والأهداف البرية. ثم انتقلت الوحدة شرقاً للتحضير للهجوم على روسيا السوفياتية كجزء من الفيلق الجوي الثاني ومقرها في الأصل رادزين. تم تشكيل II / SKG 210 من III / زيروستيرغشويتر 76.
شاركت حوالي 50 طائرة بي أف 110  في عملية بارباروسا من وحدتين؛ Zerstörergeschwader 26 وSchnellkampfgeschwader 210. قدمت طائرات بي أف 110 الدعم للجيش الألماني، حيث قام بمهام الضربات في مواجهة الدفاعات الأرضية الثقيلة. في الضربات الجوية الافتتاحية، في 22 يونيو، ادعت SKG 210 أن 344 طائرة سوفيتية دمرت، أكثر من أي وحدة أخرى ، مقابل خسارة 7 بي أف 110s دمرت وتضررت. حلقت طائرة SKG 210 فوق الجزء الأوسط من الجبهة لدعم تطويق الجيش الألماني وتغلبه على القوات البرية الروسية في مناطق بياليستوك ومينسك في المرحلة المبكرة من الحملة، وحلقت لدعم مجموعة الجيوش الوسطى المتقدم إلى موسكو في عام 1941. بين 22 يونيو 1941 و26 يوليو 1941، زعمت الوحدة أنها دمرت 823 طائرة سوفيتية على الأرض و92 في الجو و2136 مركبة و165 دبابة مقابل حشارة 57 طائرة بي أف 110. مع حلول فصل الشتاء، واصل SKG 210 العمل لدعم الجيش، وتغطية تراجعه.

## القادة
- الرائد والتر ستورب، 24 أبريل 1941 - 30 سبتمبر 1941
- الرائد أرفيد كروغر، 30 سبتمبر 1941 - يناير 1942